# Lokomotiva 477.0
Lokomotiva řady 477.0 (známá také jako „papoušek“) je posledním typem parní lokomotivy, vyrobeným v ČKD pro Československé státní dráhy. Její výroba proběhla v letech 1951–1952 a 1955 a vývoj původně probíhal pod řadovým označením 476.1. Vzhledem k překročení nápravové hmotnosti během vývoje ale došlo k přeznačení typu na řadu 477.0. Téměř celá první série 38 kusů, dokončená v roce 1952, byla ještě dodána s tímto označením, druhá série o 22 kusech dodaná v roce 1955 již nesla nové označení. Lokomotivy druhé série měly pro zlepšení jízdních vlastností a vhodnější rozložení hmotnosti oproti první sérii zmenšený vodojem o 2 m³ a upraven byl i pojezd. První série pak získala nové značení sjednocené s druhou sérií.
Stroj je tendrovou lokomotivou určenou pro rychlou osobní dopravu na předměstských tratích a také pro dopravu rychlíků, kde nahradily zejména starší předválečné stroje řady 464.0. Postupem času přecházely vlivem postupu elektrifikace železniční sítě a výrobě nových motorových lokomotiv spíše na méně důležité tratě a výkony. Po roce 1970 začalo odstavování a rušení i této řady po necelých 20 letech provozu. Poslední lokomotivy dosluhovaly mezi lety 1978–1979. Do současnosti byly zachovány tři stroje evidenčních čísel 013, 043 a 060.

## Historie

### Předchůdci

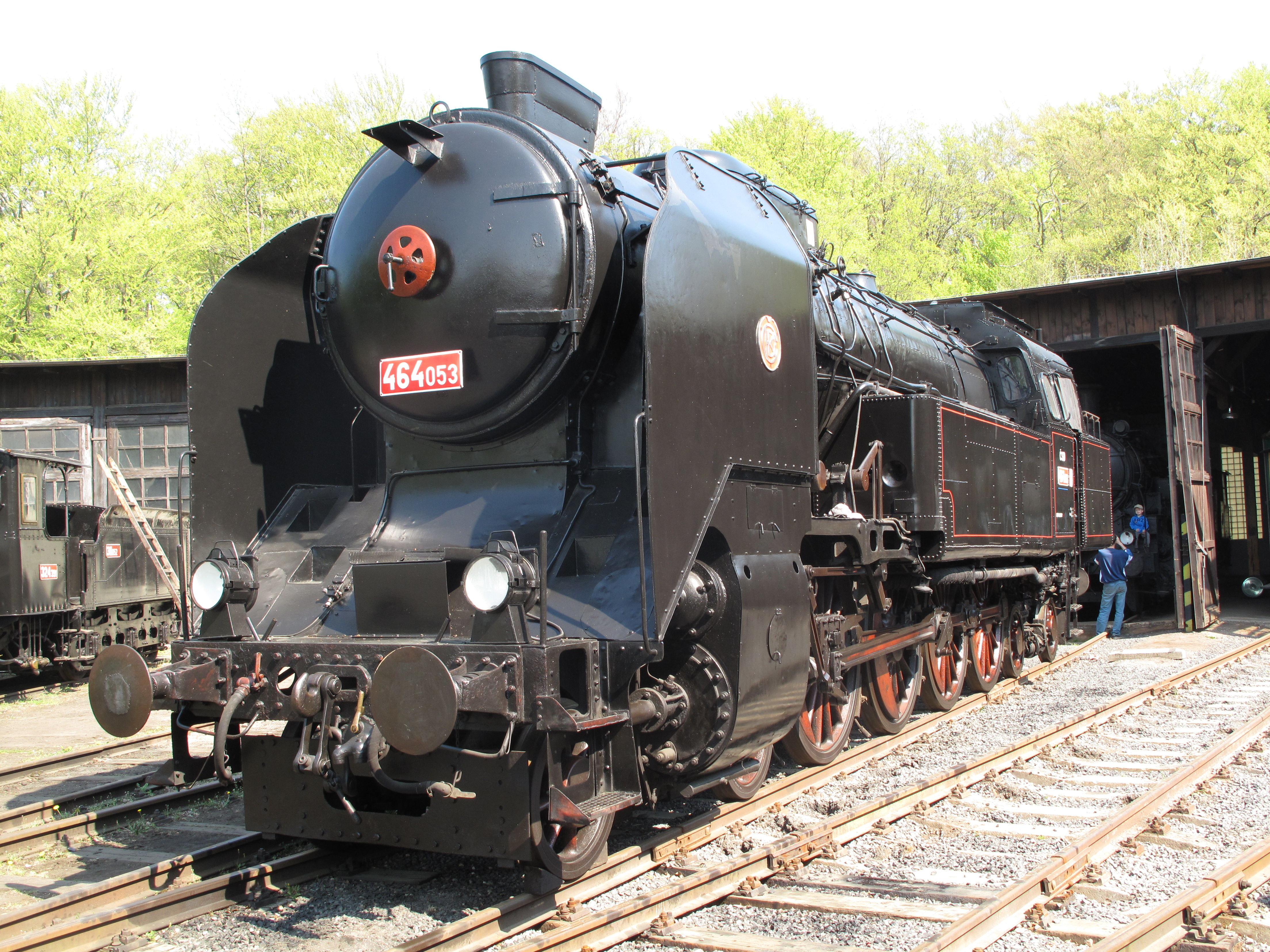
Lokomotiva řady 464.0

Nejstarší tendrovou lokomotivou pro osobní a rychlíkovou dopravu v Československu se stala řada 464.0, vyrobená v ČKD a Škodě ve třicátých letech. Tyto lokomotivy nahradily staré stroje (často i s vlečnými tendry) především tam, kde byla nutná nízká nápravová hmotnost a zároveň možnost dosažení vyšších rychlostí. Na hlavních tratích, které měly obvykle kvalitnější svršek, jenž tak umožňoval provoz těžších lokomotiv, se tyto řady potýkaly s adhezními problémy při častých rozjezdech ze zastávek v příměstské dopravě. Následně bylo proto rozhodnuto zkonstruovat novou lokomotivu s vyšší hmotností i výkonem s určením pro osobní a spěšné vlaky na hlavních tratích, jež by tyto problémy neměla. Plzeňská Škoda vyrobila roku 1935 stroj 475.001 a porovnávala ho s lehčími a méně výkonnými stroji řady 464.0. Přes mnohé nedostatky vykázal ve většině případů lepší výsledky, ale pozornost železnic se soustředila spíše na připravovanou zdokonalenou řadu 464.1. V ČKD se její vývoj protáhl a dva exempláře byly vyrobeny teprve v roce 1940. Zároveň to byly jediné stroje své řady.
Tato dvojice se stala na jedno desetiletí vrcholem vývoje, jelikož během války měla v obou koncernech (Škodě i ČKD) prioritu výroba nákladních lokomotiv a zbrojního arzenálu. Lokomotiva 475.001 byla v této době v provozu ve výtopně Praha Hybernské nádraží (dnešní Masarykovo), a i když nevynikala nejvyšší spolehlivostí, stále sloužila na osobních vlacích především na kolínské a turnovské trati. V březnu 1945 ji ale těžce poškodil nálet a následně odstavena. Později však prošla opravou a navrácena do provozu. V Praze sloužila až do roku 1958, kdy byla definitivně vyřazena a v květnu 1962 zrušena. Krátce poté skončila ve šrotu.

### Plány na výrobu nových lokomotiv a zadání zakázky

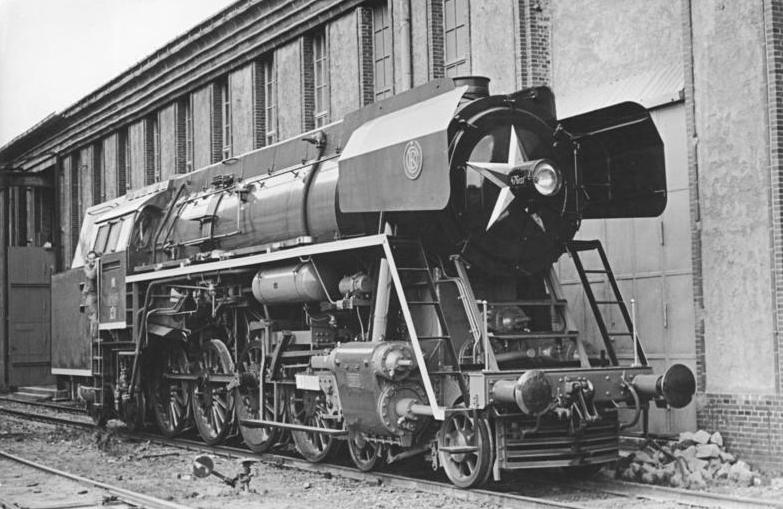
Tovární snímek stroje 476.137

Po válce byl obnoven vývoj i výroba nových lokomotiv a projekt výkonné tendrovky pro předměstskou dopravu se opět dostal na pořad dne. Své návrhy předložili oba hlavní výrobci. ČKD pracovalo s variantou návaznosti jak na vlastní stroje 464.0 a 1 z předválečné éry, tak na konkurenční 475.0, zatímco Škodovy závody navrhovaly pokrokovou tříválcovou konstrukci nového typu. Přestože byla v roce 1947 předběžně ministerstvem dopravy objednávka přislíbena Škodovce, došlo vzápětí k přehodnocení plánů a s nástupem nového režimu po únoru 1948 byla tato společnost určena jako majoritní výrobce elektrických lokomotiv. Zakázka na novou lokomotivu tak nakonec připadla ČKD, které mělo dle objednávky č. D/20179.49/III/5 ze dne 6. června 1949 vyrobit šedesát lokomotiv nové řady 476.1, ale ve třech provedeních:
- 38 strojů s válečkovými ložisky pouze na nápravách běhounů a na čepech náprav spřažených dvojkolí (stroje evidenčních čísel 476.101–138)
- 20 strojů s válečkovými ložisky na čepech tyčí u hnacího dvojkolí (476.139–158)
- 2 stroje s válečkovými ložisky na čepech tyčí u všech spřažených dvojkolí (476.159 a 160)

Ačkoliv se tak administrativně jednalo o jednu řadu, již z výroby mělo jít o lokomotivy tří různých provedení. Cena za jednu lokomotivu nejjednoduššího provedení činila 4 970 245 Kčs včetně daně, u dvou dokonalejších provedení výrobce ještě požadoval příplatky. Prvních třicet lokomotiv mělo být dodáno ve druhém pololetí roku 1950, zbylá polovina roku následujícího.

### Vývoj a výroba

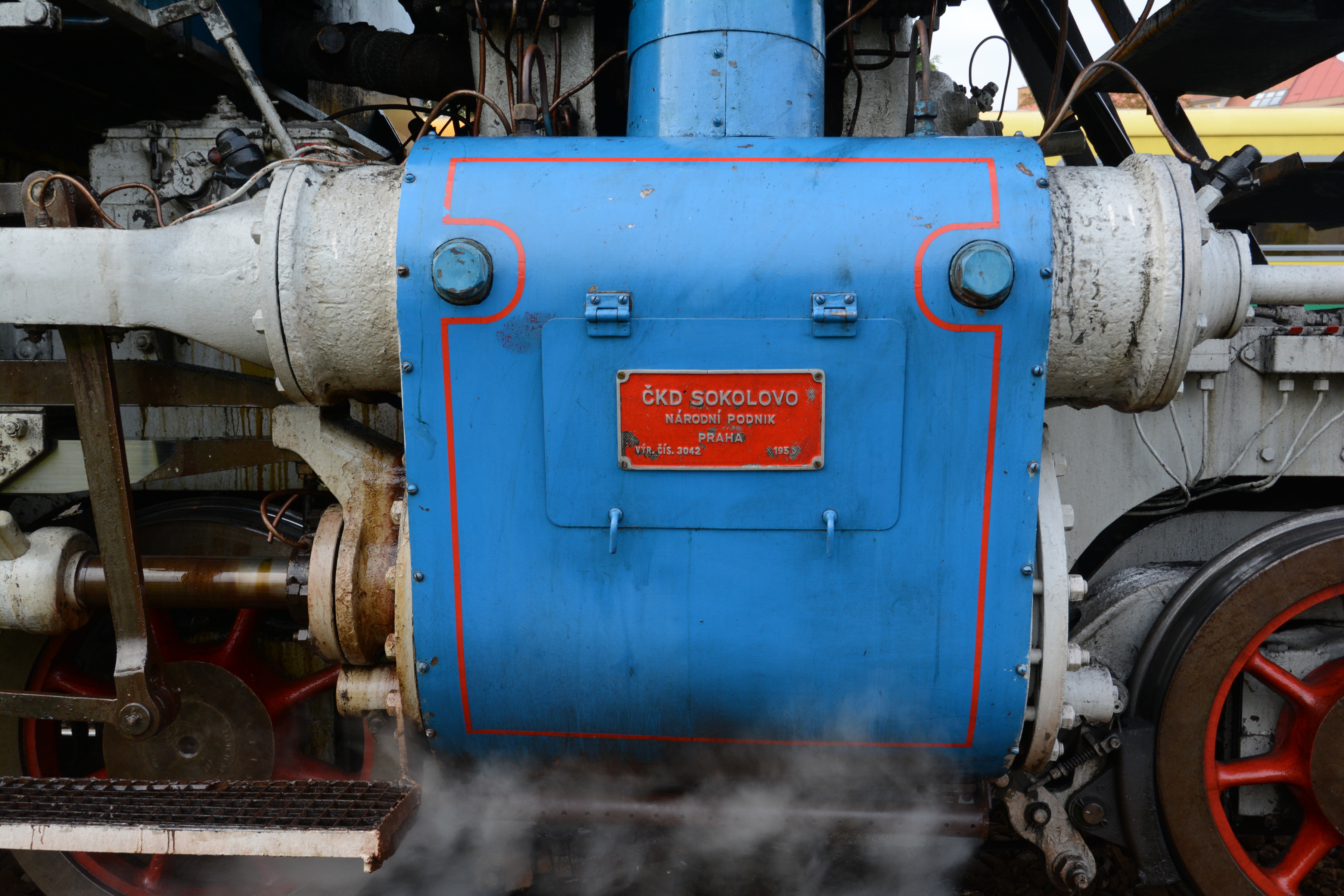
Detail parního válce s výrobním štítkem

Konstruování a vývoj nových lokomotiv připadlo týmu konstruktérů závodu ČKD Sokolovo pod vedením zkušeného Ing. Vlastimila Hozmana. Při projektování částečně využili zkušeností a řešení z obdobných lokomotiv již provozovaných v zahraničí a konstrukce také v některých ohledech vychází ze škodováckého stroje 475.001. Již v této fázi nabral celý projekt více než roční zpoždění oproti plánu, zaviněné zejména požadavky na složitou tříválcovou konstrukci a další moderní doplňky.
Tlakové zkoušky kotlů vyráběných lokomotiv probíhaly teprve od května 1951, ve druhé polovině roku byly výrobně dokončeny první stroje a dodávány do výtopen Vršovice-Nusle nebo Masarykovo nádraží, kde podstupovaly první zkoušky. Technicko-policejní zkoušky obvykle absolvovaly na trati Běchovice – Kolín – Choceň, případně pouze některých úsecích této tratě. Dosahované rychlosti při nich se pohybovaly mezi 110–115 km/h. Poté byly nové lokomotivy převzaty ČSD (nejprve provizorně) a zařazeny do služby. Většina strojů ihned odcházela do přidělených výtopen (Brno, Bohumín, Vrútky) a v Praze natrvalo zůstala pouze část lokomotiv pro dopravu v okolí hlavního města. Z Masarykova nádraží (mezitím roku 1953 přejmenovaného na Prahu střed) byly dodatečně přesunuty do depa na Smíchově, zčásti i do Vršovic.
První série (do čísla 38) byla dodávána ještě s označením řadou 476.1, ale pro překročení celkové hmotnosti stroje proběhlo dodatečné přeznačení lokomotiv na řadu 477.0 a pod tímto číslem již byly realizovány dodávky dalších strojů. Po zhruba roce provozu pak všechny lokomotivy podstupovaly tzv. kolaudaci (tedy kontrolu stavu), jež byla prováděna v dílnách Kolín nebo České Velenice. Po jejím úspěšném absolvování je provozovatel definitivně převzal do svého užívání.

## Počátky provozu

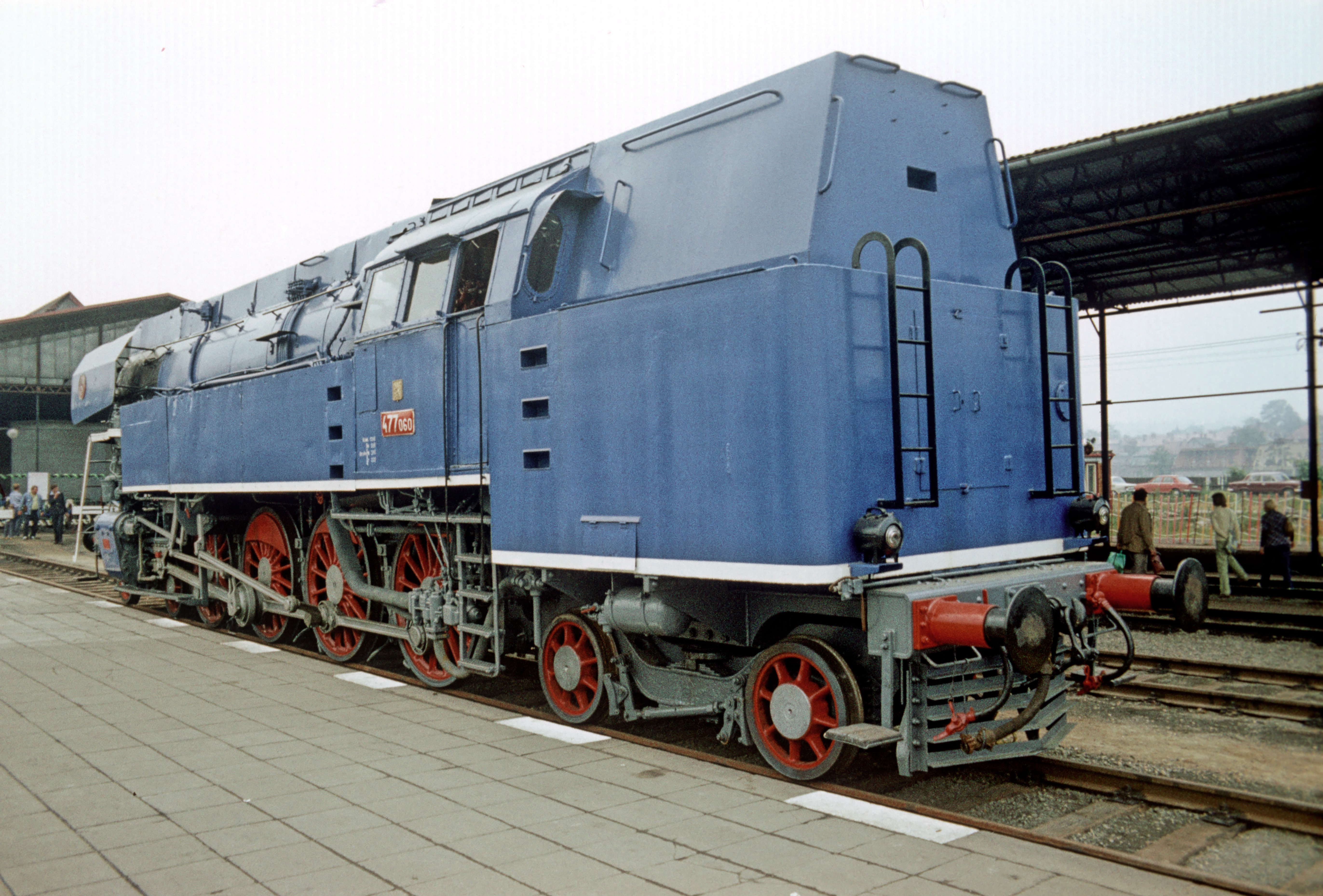
Pohled ze strany tendru

Po dodání nasadily výtopny své lokomotivy především tam, kde jich bylo nejvíce potřeba – na rychlíky a osobní vlaky na tratích, kde již obvykle sloužila starší řada 464.0. Právě s ní byla řada 477.0 nejvíce porovnávána a v drtivé většině případů vykazovala lepší výsledky. Někde zastoupila i větší řadu 387.0 s vlečným tendrem. V pražských depech byly vystavovány na tratě do Turnova, Benešova a Berouna (zde i na rychlé nákladní vlaky), v Brně na tratě do České Třebové a Havlíčkova Brodu, v Bohumíně zejména na hlavní tah Přerov – Ostrava – Žilina a ve Vrútkách na trať Žilina – Liptovský Mikuláš, případně až do Spišské Nové Vsi.
V začátcích svého provozu vykazovaly lokomotivy některé problémy a závady. Slabými články bylo například zadírání kulis, vyšší opotřebovávání šoupátek a další méně významné chyby. Největší nectností nových lokomotiv ale byl nadměrně namáhaný zadní podvozek, jež si po mnoha závadách vyžádal několik rekonstrukcí a úprav, než byl problém dostatečně vyřešen. Lokomotivy první série navíc výrobce dodával bez usměrňovacích plechů, které tak dodatečně na stroje montoval.

### Přezdívka
Již z tohoto období pochází nejznámější přezdívka řady 477.0, tedy „papoušek“. Existují dvě teorie jejího vzniku – za tu reálnější je pokládána skutečnost, že z výroby byly lokomotivy oděny v pestré kombinaci modrého kotle, budky a tendru, červeného pojezdu a červenobílých doplňků a připomínaly tak barevného papouška. Druhá pak hovoří o tom, že vychází ze znělky československého filmového týdeníku, kde byl zachycen průjezd této lokomotivy s titulkem „Režie: Papoušek“.[zdroj?]

## Pravidelný provoz

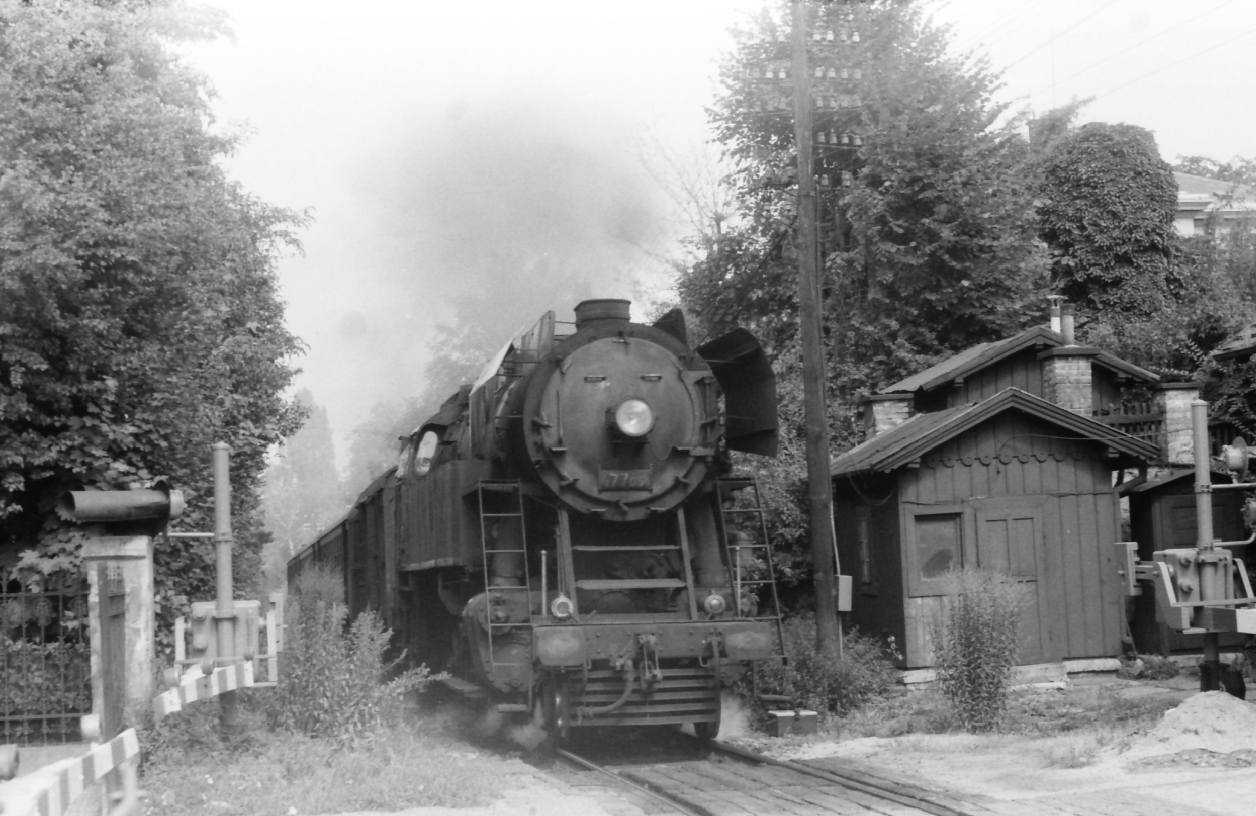
Snímek z provozu stroje 477.054 v Praze

V průběhu let byly lokomotivy různě přesouvány mezi výtopnami a přidělovány podle aktuálních potřeb. Až do sedmdesátých let 20. století zůstala na většině tratí v provozu i řada 464.0, mezi lokomotivními četami oblíbená především pro svou jednoduchost a spolehlivost. Výkonnostně ale na novější „papoušky“ nestačila a rychlá osobní doprava na hlavních tratích, jimž se dosud vyhýbala elektrifikace, tak nadále patřila jim.
Po necelém roce provozu tak první stroje například odešly z Vrútek, aby byly nahrazeny právě řadou 464.0, předanou z Čech. V letech 1969–1970 se sem řada 477.0 vrátila, ale jen na krátký čas, a po příchodu nových „zamračených“ řady T 478.1 byly všechny místní parní lokomotivy podruhé odsunuty pryč. Podobná situace proběhla ve Valašském Meziříčí, kam první stroje přišly roku 1960 a již po dvou letech byly kvůli elektrifikaci předány do Zvolena. V polovině šedesátých let se tu opět objevily, ale tentokrát již jen jako náhrada řady 464.0 na osobních vlacích do Ostravy a Kojetína. Po dodávkách motorových lokomotiv zdejší stroje roku 1970 postupně odešly do Krnova. Provoz na středním Slovensku zajišťovaly stroje depa Zvolen, jež sem přišly koncem roku 1961 a sloužily zde až do téměř úplného ukončení nasazování parní trakce v tomto regionu. Další lokomotivy byly deponovány v Bratislavě, Brně, Bohumíně, Jihlavě a Kralupech nad Vltavou s určením pro osobní vlaky na tratích v okolí svých měst.
Jednou z mála služeben, kde tyto lokomotivy vydržely prakticky po celou dobu provozu, bylo depo v Praze-Vršovicích (dříve Vršovice-Nusle). Od vyrobení zde řada 477.0 sloužila více než 20 let a jako poslední zde dosluhovaly stroje 477.046 a 057 – vůbec poslední výkon odjel druhý jmenovaný v květnu 1973. Zároveň s tím skončil provoz řady 477.0 v Praze.

## Ústup ze slávy
Začátkem sedmdesátých let probíhala výroba motorových řad T 478.1 a 2 a do sériové produkce se chystal i jejich nástupce – „brejlovec“ řady T 478.3. Příval nových motorových lokomotiv způsobil, že parní trakce pomalu vyklízela své pole působení a i ty nejmodernější lokomotivy, mezi něž řada 477.0 také patřila, odcházely z hlavních tratí na podřadné výkony. Stroje v nejhorším stavu byly dokonce odstavovány a po necelých 20 letech provozu odesílány do kovošrotů. Na Slovensku poslední stroje dojezdily roku 1976 v Leopoldově a také skončily pod plameny autogenu.

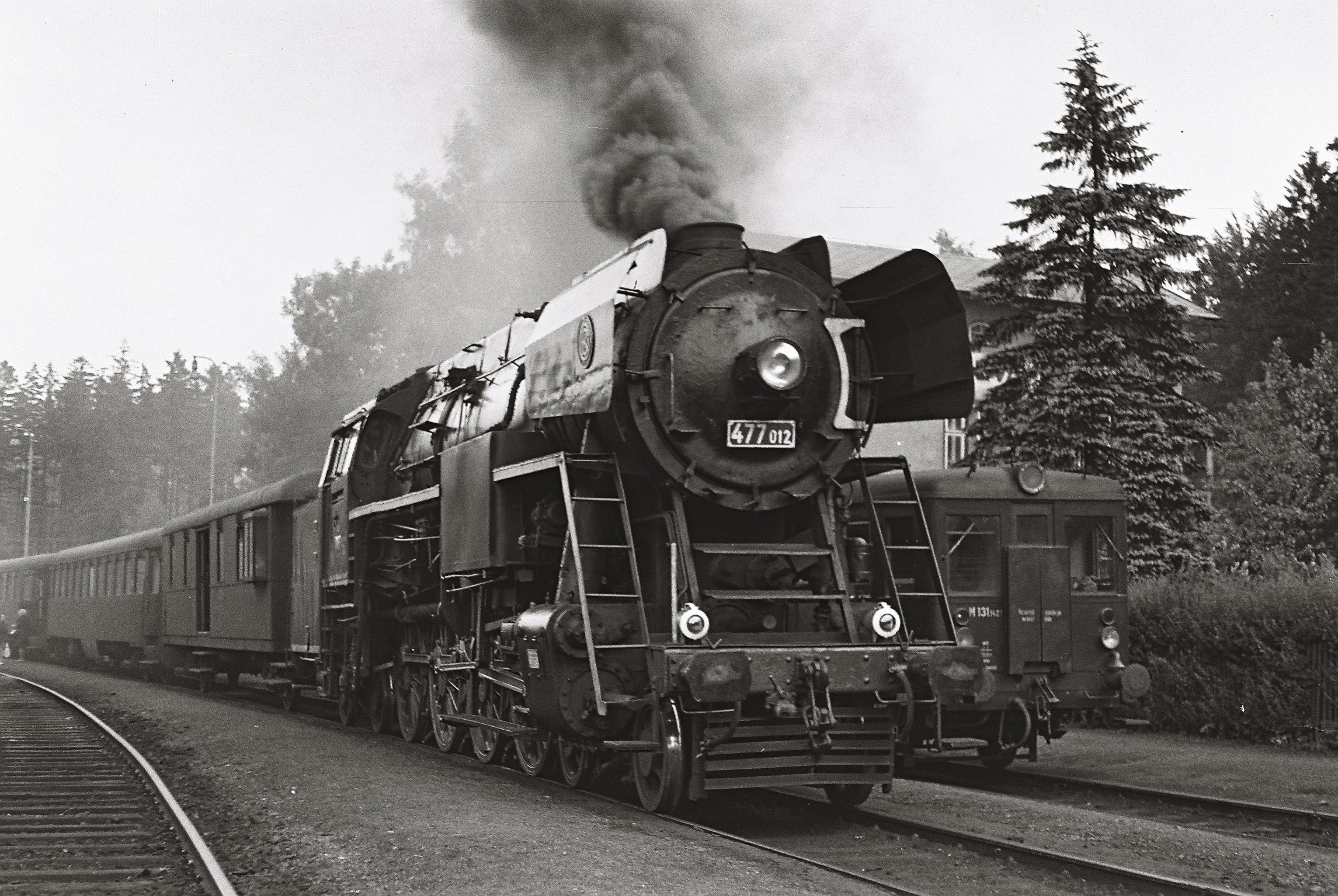
Lokomotiva 477.012 na Jedlové během působení v českolipském depu

Jakousi labutí píseň zažili „papoušci“ v depech Česká Lípa a Nymburk, kam zpočátku vůbec přiděleni nebyli. První stroj 477.009 přišel do České Lípy z Valašského Meziříčí na podzim 1969 a zahájil malou renesanci provozu této řady. Postupně sem byly předány stroje z celé republiky a v období největší slávy okolo roku 1972 zde bylo v provozu více než deset strojů, navíc doplněných dalšími exempláři z Nymburka. Společně zajišťovaly obě služebny provoz především na trati Kolín – Rumburk, a to jak osobních, tak i spěšných vlaků. Opravdovou pýchou českolipského depa se stala 477.047, přezdívaná „Perla severu“. Ani tato epizoda ale netrvala dlouho a od roku 1974 postupně výkony řady 477.0 v tomto regionu klesaly. Poslední stroje dojezdily v České Lípě v roce 1978 a zrušeny byly v prosinci téhož roku.

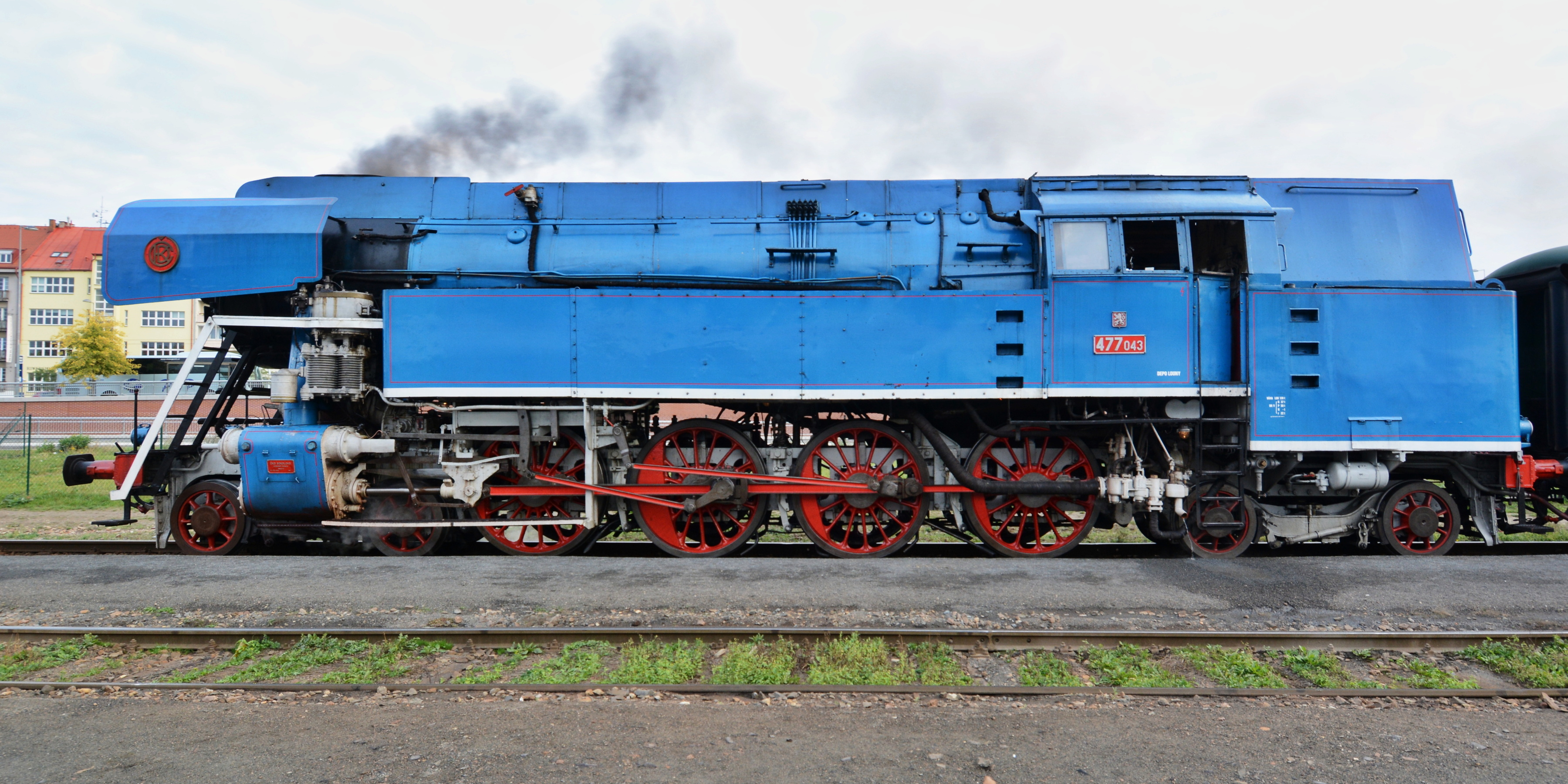
Boční pohled na lokomotivu

Po roce 1975 již zůstala v provozu méně než polovina ze všech 60 vyrobených kusů a rok od roku se tento stav snižoval. V Krnově vydržel poslední stroj 477.029 do podzimu 1977 a poté byl zrušen; jeden z válečkových strojů, 477.059, byl ještě předán do Ostravy a sloužil zde do roku 1979. Místní spolek železničních nadšenců usiloval o jeho zachování jakožto muzejního stroje, při tlakové zkoušce však došlo k podélnému roztržení kotle a snahy o záchranu tak byly zpečetěny.
Posledním strojem, pravidelně nasazovaným na vlaky, se stal stroj 477.043, předaný v roce 1977 z Nymburka do depa Kolín. Zde ještě jezdil na osobních vlacích do Kutné Hory a Čáslavi až do května 1979. Poté došlo k jeho prodeji malešické teplárně, kde byl později zachráněn (viz dále). Zbylé lokomotivy postupně plnily odstavné koleje; některé byly prodány dalším organizacím jako stabilní vytápěcí kotle. I tyto stroje však do poloviny 80. let skončily ve šrotu.

## Zachované lokomotivy

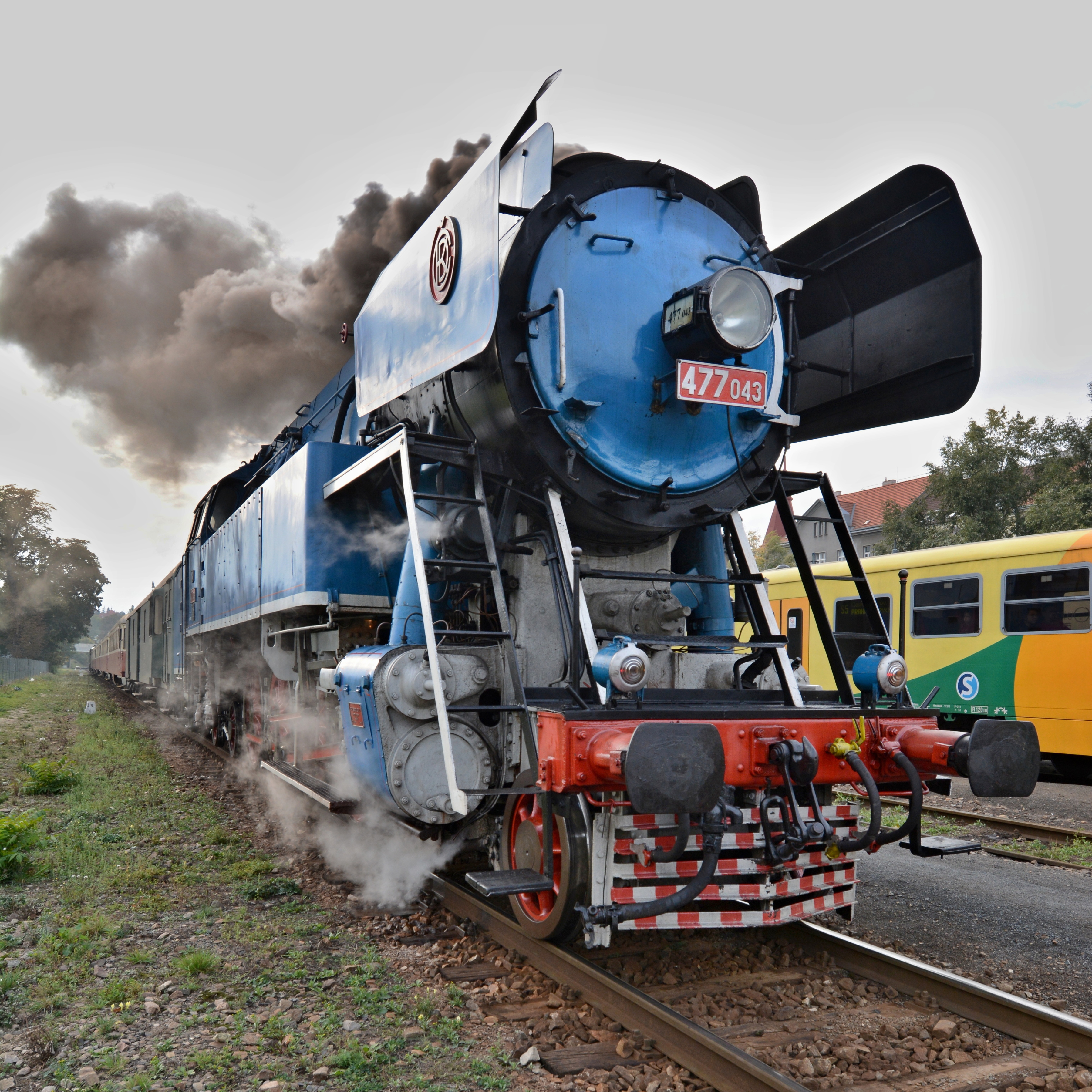
Muzejní lokomotiva 477.043

Z 60 vyrobených exemplářů se do současnosti zachovaly tři – v České republice 477.043 a 060, na Slovensku 477.013. Kromě stroje 477.060 jsou oba zbývající v provozuschopném stavu.

### 477.013
Původně zvolenský 477.013 byl v létě 1972 předán do Nymburka a nasazován na výkony tohoto depa, především na tradiční rameno do Rumburku. V provozním stavu zůstal do roku 1977 a v září pro nepotřebnost zrušen. Sešrotování však unikl, jelikož byl vybrán pro převoz do připravovaného železničního skanzenu v České Třebové. Roku 1978 sem byl skutečně převezen, ale i nadále chátral pod širým nebem. O šest let později o něj projevilo zájem Múzejno–dokumentačné centrum v Bratislavě, které si ho odvezlo a opravilon alespoň do vystavovatelného stavu. V roce 1992 se jej ujali nadšenci z depa Poprad-Tatry, kteří začali usilovat o jeho zprovoznění. Po sedmi letech práce lokomotiva v říjnu 1999 prošla technicko-bezpečnostními zkouškami a stala se provozuschopným exponátem. Kromě propadnutí kotle v letech 2004–2006 je od té doby používána k historickým jízdám a setkáním nejen na Slovensku, ale i v zahraničí.

### 477.043
Stroj 477.043 byl vyroben pod výrobním číslem 3042. Technicko-bezpečnostní zkoušku vykonal dne 20. května 1955 na traťovém úseku z Kolína do Chocně a zpět. ČSD jej převzaly v lokomotivním depu Praha-Vršovice a v Praze zprvu také zůstal, přičemž jeho domovem bylo rovněž depo Praha střed. V roce 1959 se stroj krátce ocitl v Českých Budějovicích a přes své původní vršovické depo se vydal do Valašského Meziříčí. V letech 1961 až 1974 působil v RD Zvolen. V posledním období svého provozu sloužil v Kolíně jako jediný své řady. Předán sem byl z Nymburka za účelem vedení osobních vlaků přes styk proudových soustav v Kutné Hoře a pro nedostatek jiných lokomotiv. Po ukončení turnusování v květnu 1979 byl v místním depu odstaven a 1. srpna mu propadla způsobilost kotle. Následně si správci vlečky teplárny v Praze-Malešicích vyjednali přesun lokomotivy na tuto trať. Na přelomu let 1979/1980 prošel opravou v dílnách ŽOS České Velenice jako poslední pravidelně opravená parní lokomotiva a byl opět zprovozněn. Po mnoha peripetiích mohl opět vozit vlaky po tratích ČSD a stal se jedním z prvních provozuschopných muzejních strojů. V polovině devadesátých let 20. století se vrátil do majetku nyní již nástupnických ČD, v Českých Velenicích byl uveden do provozuschopného stavu a je deponován v depu Louny.

### 477.060

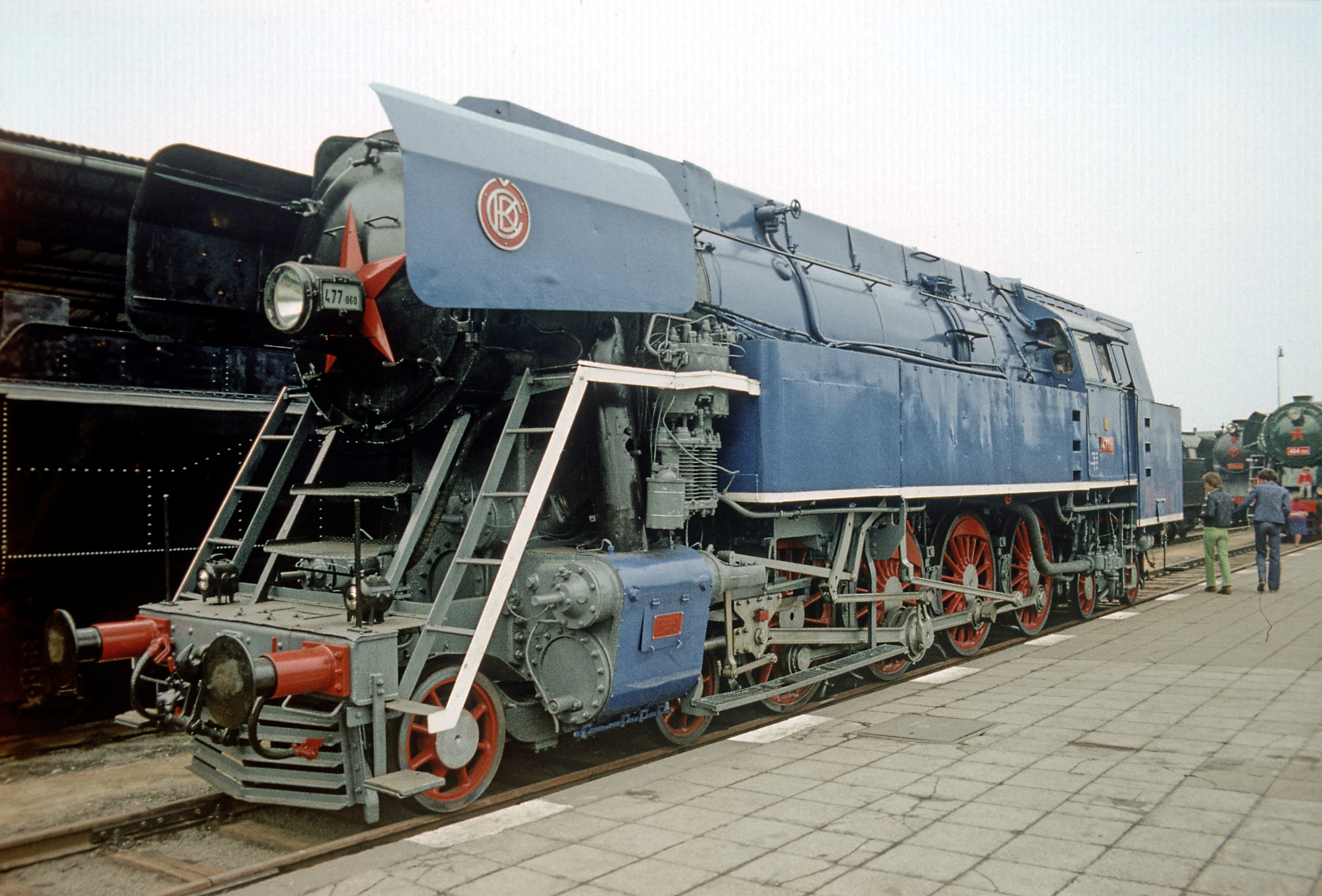
Stroj 477.060 s válečkovými ložisky na výstavě v Liberci po opravě v LD Nymburk

Lokomotiva čísla 060 je posledním vyrobeným strojem své řady a jedním ze dvou s pojezdem kompletně osazeným válečkovými ložisky. Obdržela výrobní číslo 3059 a z výroby byla dodána do depa Praha-Vršovice. V roce 1962 přešla do Jihlavy a přes Valašské Meziříčí se dostala do PLD Krnov, kde byla dne 20. dubna 1974 zrušena výnosem č. j. 13710/74 a v květnu téhož roku převezena do depozitáře NTM v Čelákovicích. Zde se měla stát muzejním exponátem. V letech 1979–1980 ji však opravila parta nadšenců v Lokomotivním depu Nymburk, opatřili ji novým modrým nátěrem a stal se z ní muzejní exponát (prvně vystavena v roce 1980 v Liberci). Trvale byla udržována ve vystavovatelném stavu a prezentována na mnoha výstavách, ale opravena do provozního stavu již nebyla. Od roku 2007 je uchovávána v depozitáři NTM, jenž se nachází v někdejším depu v Chomutově. Během června 2009 ji mohli zhlédnout návštěvníci železniční výstavy v Augsburgu.